# Kid'sギター
kid's Guitar（きっずぎたー）は、ギター製作者、木戸宏が設立した東京都足立区にある工房である。
1980年代、kid'sのギターはレニー・クラビッツ、ブライアン・メイ等有名アーティストが使用していた事でも有名で「オリジナルより優れたコピーモデル」として楽器店やミュージシャンの間で評判になる。
有名なモデルはブライアン・メイに送ったと言われるBM-Specialとクリーム時代にクラプトンが使っていたサイケSGのリメイクモデル。また、レニー・クラビッツはフライングVモデルを気に入りメインギターとして使用していた（現在は使用していない）。
元々全製品ハンドメイドの為、受注発注が中心。
1999年未明に営業を停止している。理由は木戸本人の「ギターを作る意欲が無くなった」という理由らしい。